# Fred Hagist
Fred Hagist est un ancien joueur américain de tennis, né le 14 avril 1932 à Berkeley (Californie).

## Palmarès
- Tournoi de Cincinnati : Finaliste en 1952